# Corrida Internacional de São Silvestre de 2009
A Corrida Internacional de São Silvestre de 2009 foi a 85ª edição da prova de rua, realizada no dia 31 de dezembro de 2009, no centro da cidade de São Paulo, a prova foi de organização da Fundação Casper Líbero.
Os vencedores no masculino foi o queniano James Kipsang, enquanto no feminino foi a queniana Pasalia Kipkoech Chepkorir.

## Resultados

#### Masculino
- 1. James Kipsang (Quênia) – 44m40s
- 2. Elias Kemboi (Quênia) – 44m58s
- 3. Robert Cheruyot (Quênia) – 45m30s
- 4. Diego Colorado (Colômbia) – 45m32s
- 5. William de Jesus (Colômbia) – 45m36s

#### Feminino
- 1. Pasalia Kipkoech Chepkorir (Quênia) – 52m30s
- 2. Olivera Jevtic (Sérvia) – 52m59s
- 3. Marily dos Santos (Brasil) – 53m35s
- 4. Maria Zeferina Baldaia (Brasil) – 53m58s
- 5. Cruz Nonata da Silva (Brasil) – 54m10s